# Zeugophora frontalis
Zeugophora frontalis – gatunek chrząszcza z rodziny Megalopodidae i podrodziny Zeugophorinae. Zamieszkuje Europę.

## Taksonomia
Gatunek ten opisany został po raz pierwszy w 1840 roku przez Eduarda Suffriana. Przez dłuższy czas uznawano go za odmianę Z. scutellaris.

## Morfologia
Chrząszcz o ciele długości od 3 do 4 mm. Głowa jest na przedzie czerwonawożółta, a od przedniej krawędzi oczu ku tyłowi czarna. Czoło i ciemię w całości pokryte jest punktowaniem – na ich środku brak jest wyraźnego pasa niepunktowanego. Czerwonawożółte przedplecze ma boczne brzegi pośrodku długości wyciągnięte w duże, tępo zakończone guzki. Barwa tarczki i pokryw jest czarna.

## Ekologia i występowanie
Zarówno larwy, jak i postacie dorosłe są monofagicznymi fitofagami żerującymi na osice. Larwy są endofoliofagami minującymi liście rośliny żywicielskiej.
Owad palearktyczny, europejski, znany z Niemiec, Austrii, Włoch, Danii, Szwecji, Estonii, Łotwy, Litwy, Polski i Czech. Na „Czerwonej liście gatunków zagrożonych Republiki Czeskiej” umieszczony został jako gatunek zagrożony wymarciem (EN).